# Qualunquone
In fisica il qualunquone (in inglese anyon) è un tipo di quasiparticella che esiste in sistemi bidimensionali ed è la generalizzazione del concetto di fermione e bosone: infatti lo scambio di due particelle di questo tipo può portare a una variazione della fase globale ma non coinvolge le osservabili del sistema. I qualunquoni si dividono in abeliani e non abeliani: i primi sono stati rivelati e ricoprono un ruolo importante nell'effetto Hall quantistico frazionario, mentre i secondi non sono ancora stati trovati con certezza nonostante vi sia un'area di ricerca molto attiva.

## Qualunquoni abeliani

Micrografia elettronica a scansione interferometrica di quasiparticelle di Laughlin di un dispositivo semiconduttore

In uno spazio a tre o più dimensioni, le particelle indistinguibili possono essere solo fermioni o bosoni in base alla loro distribuzione statistica: i fermioni seguono la cosiddetta statistica di Fermi-Dirac, mentre i bosoni quella di Bose-Einstein. In meccanica quantistica questa distinzione viene espressa tramite il comportamento di uno stato a più particelle quando vengono scambiate le loro posizioni: utilizzando la notazione di Dirac in uno stato a due particelle si ottiene:
{\displaystyle \left\vert \psi _{1}\psi _{2}\right\rangle =\pm \left\vert \psi _{2}\psi _{1}\right\rangle }
dove il primo elemento all'interno di {\displaystyle \left\vert \dots \right\rangle } indica lo stato della prima particella, mentre il secondo indica lo stato della seconda particella. Pertanto a destra dell'uguaglianza la prima particella si trova nello stato {\displaystyle \psi _{1}}, mentre la seconda è nello stato {\displaystyle \psi _{2}}, invece a sinistra dell'uguale la prima particella è nello stato {\displaystyle \psi _{2}} e la seconda è in {\displaystyle \psi _{1}}. Nella precedente equazione il segno {\displaystyle +} si utilizza nel caso che le due particelle siano bosoni, mentre il {\displaystyle -} si usa nel caso dei fermioni.
In sistemi bidimensionali possono essere invece osservate quasiparticelle che obbediscono a una statistica che varia con continuità tra la statistica di Fermi-Dirac e quella di Bose-Einstein e questo fenomeno è stato osservato per la prima volta da Jon Magne Leinaas e Jan Myrheim nel 1977. Riprendendo il caso precedente, la formulazione quantistica di questa statistica intermedia può essere scritta come:
{\displaystyle \left\vert \psi _{1}\psi _{2}\right\rangle =e^{i\theta }\left\vert \psi _{2}\psi _{1}\right\rangle }
dove {\displaystyle i} è l'unità immaginaria e {\displaystyle \theta } è un numero reale. Ricordando che {\displaystyle \vert e^{i\theta }\vert =1}, {\displaystyle e^{2i\pi }=1} e {\displaystyle e^{i\pi }=-1}, nel caso si abbia {\displaystyle \theta =\pi } si ritorna al caso della statistica di Fermi-Dirac (con il segno meno), mentre nel caso si abbia {\displaystyle \theta =0} si ritorna al caso della statistica di Bose-Einstein. Con un valore intermedio di {\displaystyle \theta } si ha una situazione intermedia in cui la fase dello stato quantistico successivo allo scambio di particelle ha una fase qualunque diversa dai casi precedenti; essa è stata chiamata "qualunquone" (anyon in inglese) da Frank Wilczek.
È possibile usare come valore {\displaystyle \theta =2\pi s}, dove {\displaystyle s} è il numero di spin della particella che può essere un numero intero per i bosoni o semintero per i fermioni; in questo modo si ottiene:
{\displaystyle e^{i\theta }=e^{2i\pi s}=(-1)^{2s}}   o   {\displaystyle \left\vert \psi _{1}\psi _{2}\right\rangle =(-1)^{2s}\left\vert \psi _{2}\psi _{1}\right\rangle }
L'effetto Hall quantistico porta sui bordi ad avere qualunquoni confinati in una sola dimensione e i modelli matematici di queste particelle in una dimensione forniscono una base delle relazioni di commutazione mostrate in precedenza.
Così come le funzioni d'onda dei fermioni e dei bosoni nello spazio a tre dimensioni sono rappresentazioni monodimensionali del gruppo delle permutazioni ({\displaystyle S_{N}} di {\displaystyle N} particelle indistinguibili), le funzioni d'onda dei qualunquoni in uno spazio a due dimensioni sono rappresentazioni del gruppo di trecce ({\displaystyle B_{N}} di {\displaystyle N} particelle indistinguibili). Notare che la statistica dei qualunquoni non va confusa con la parastatistica che descrive la statistica di particelle le cui funzioni d'onda siano rappresentazioni a più dimensioni del gruppo di permutazione.

### Esperimenti
Daniel Tsui e Horst Störmer nel 1982 scoprirono l'effetto Hall quantistico frazionario, mentre fu Bertrand Halperin, grazie agli sviluppi teorici di Leinaas e Myrheim, a spiegare il fenomeno. Frank Wilczek, Dan Arovas e John Robert Schrieffer riuscirono a dimostrare nel 1985 con un calcolo esplicito che le particelle presenti in questo sistema erano qualunquoni.
Nel 2005 un gruppo di fisici della Stony Brook University costruì un interferometro quasiparticellare e rivelò pattern di interferenza di qualunquoni che sembravano indicare come queste particelle fossero reali, non un mero costrutto matematico.
Con lo sviluppo delle tecnologie a semiconduttori si è realizzata la deposizione di strati sottili bidimensionali (come ad esempio il grafene), e in futuro sarà possibile indagare il possibile utilizzo dei qualunquoni in ambito elettronico.

## Qualunquoni non abeliani
Gregory Moore e Nicholas Read hanno sviluppato un formalismo in cui lo scambio di particelle non sarebbe rappresentato da una semplice fase complessa, ma da una matrice: in questo caso si ha a che fare con qualunquoni non abeliani. Mentre all'inizio queste particelle erano considerate come una semplice curiosità matematica, con il passare del tempo i fisici iniziarono a cercare queste particelle dopo che Alexei Kitaev mostrò che esse possono essere usate per costruire un computer quantistico topologico. Al 2012 nessun esperimento ha confermato in maniera chiara l'esistenza di qualunquoni non abeliani sebbene vi siano studi sullo stato ν = 5/2 dell'effetto Hall quantistico frazionario in cui sembrano emergere queste particelle.